# Desiree Scott
Desiree Rose Marie Scott (født 31. juli 1987) er en canadisk fodboldspiller, der spiller for Utah Royals FC i NWSL, som midtbanepspiller. Hun er også en del af Canadas landshold.
Hun har vundet to OL-bronzemedaljer med Canada ved OL 2012 i London og i OL 2016 i Rio de Janeiro.